# Virginia Halas McCaskey
Virginia Halas McCaskey geb. Halas (* 5. Januar 1923 in Chicago, Illinois; † 6. Februar 2025) war eine US-amerikanische Unternehmerin und Besitzerin des NFL-Teams Chicago Bears.

## Werdegang
Virginia Halas McCaskey war – wegen des Todes ihres Bruders George Halas Jr. im Jahr 1979 – seit dem Tod ihres Vaters George Halas im Jahr 1983 Mehrheitsbesitzerin der Chicago Bears. Ihr gehörten 80 % der Anteile der Chicago Bears. Ihr Ehemann Ed McCaskey war von 1967 bis 1999 in verschiedenen Positionen bei den Chicago Bears tätig und agierte bis zu seinem Tod im Jahr 2003 als Co-Eigentümer. Ihr Sohn Michael McCaskey war Teampräsident von 1983 bis 1999 und anschließend Chairman bis 2011, als sein Bruder George McCaskey diese Position einnahm. Am 21. Januar 2007 gewannen die Chicago Bears die NFC Championship Trophy, welche nach Halas McCaskeys Vater benannt ist, nach einem Sieg gegen die New Orleans Saints. Sie zogen damit in den Super Bowl XLI ein, verloren diesen aber gegen die Indianapolis Colts.
Nach dem Tod des Besitzers der Buffalo Bills Ralph Wilson im März 2014 wurde Halas McCaskey die älteste Besitzerin eines NFL-Teams. Sie verstarb am 6. Februar 2025 im Alter von 102 Jahren.